# Inverso Pinasca
Inverso Pinasca – miejscowość i gmina we Włoszech, w regionie Piemont, w prowincji Turyn.
Według danych na rok 2004 gminę zamieszkiwało 659 osób, 94,1 os./km².